# Terriera fuegiana
Terriera fuegiana är en svampart som först beskrevs av Speg., och fick sitt nu gällande namn av P.R. Johnst. 2001. Terriera fuegiana ingår i släktet Terriera och familjen Rhytismataceae.   Inga underarter finns listade i Catalogue of Life.